# Sfumato

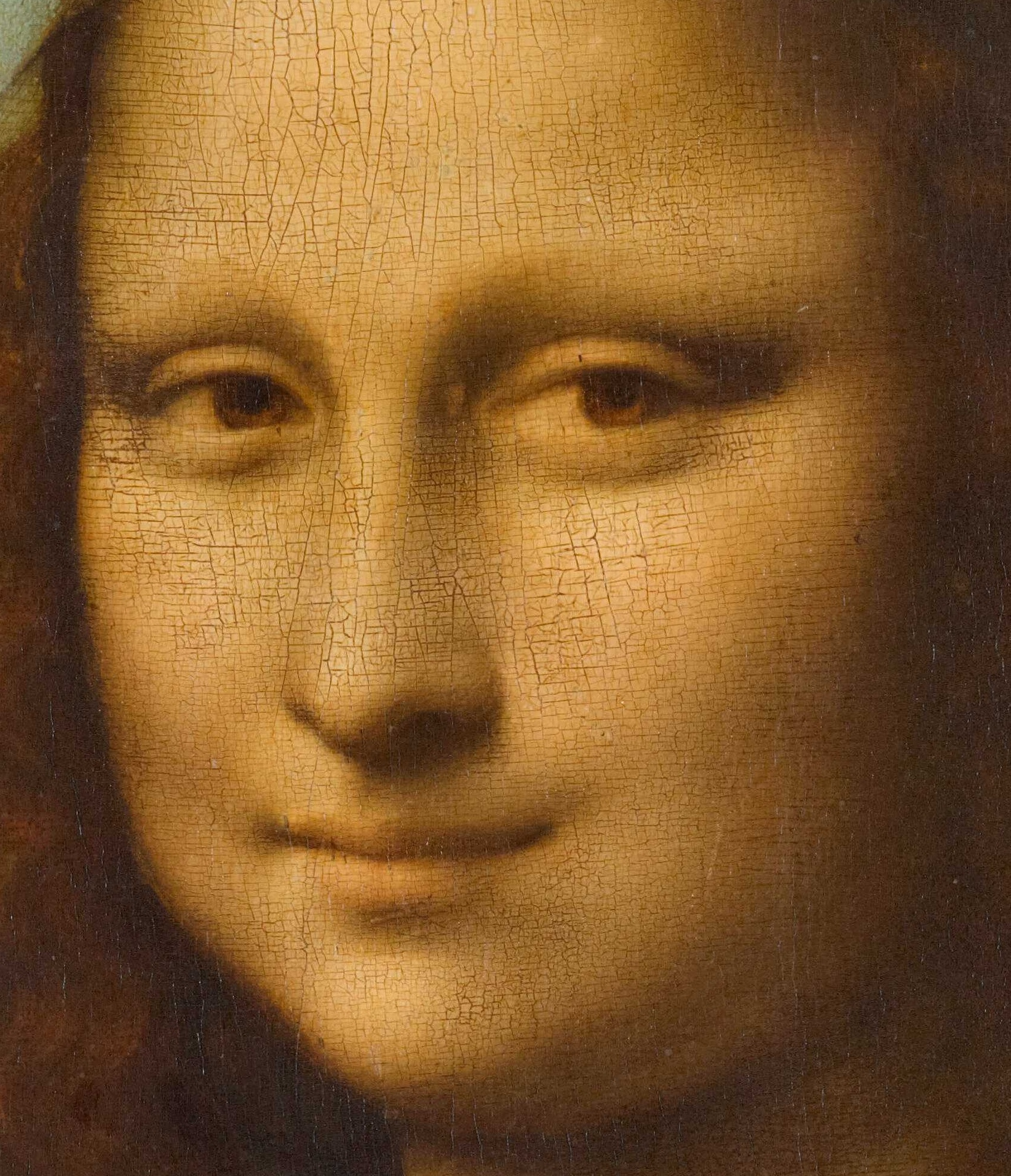
Sfumato nel volto della Gioconda

Lo sfumato è una tecnica pittorica che tende a sfumare, appunto, i contorni delle figure, con sottili gradazioni di luce e colore che si fondono impercettibilmente. Il primo a fare largo uso e a diffondere tale tecnica fu Leonardo da Vinci, che con i suoi viaggi la rese popolare in aree quali la Lombardia e in Veneto; a Venezia, tramite la rielaborazione di Giorgione, del giovane Tiziano e di altri pittori portò alla nascita del tonalismo. Con la diffusione del leonardismo lo sfumato divenne uno degli stilemi fondamentali della pittura del XVI secolo, popolare anche al di fuori dell'Italia, tra maestri quali Hans Holbein il Giovane o Jean Clouet.
Lo sfumato applicato al paesaggio, in particolare alla resa della lontananza degli oggetti tramite lo sfocamento e schiarimento per effetto della foschia, è detto "prospettiva aerea".

## Storia e sviluppo

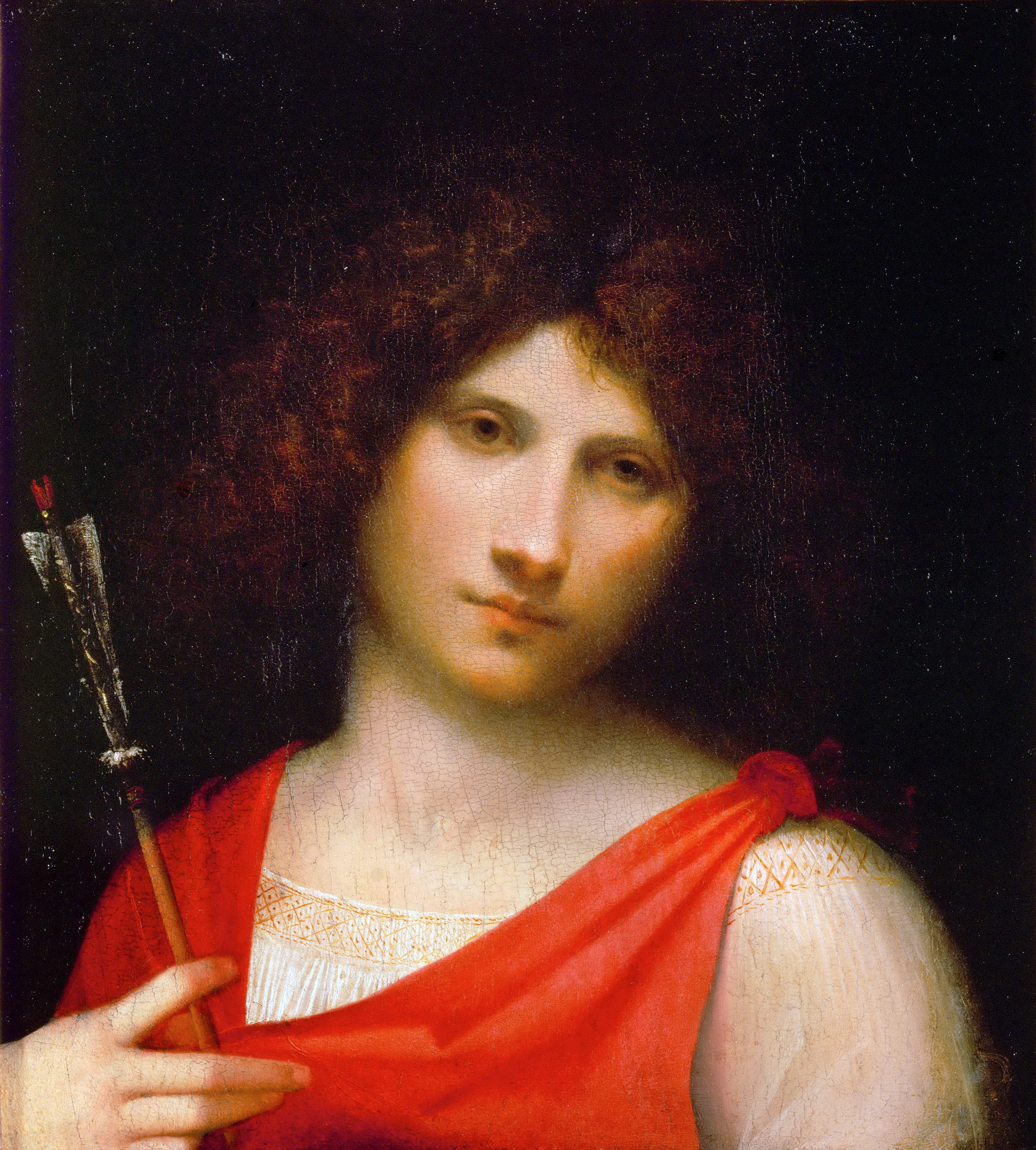
Giorgione, Ragazzo con la freccia

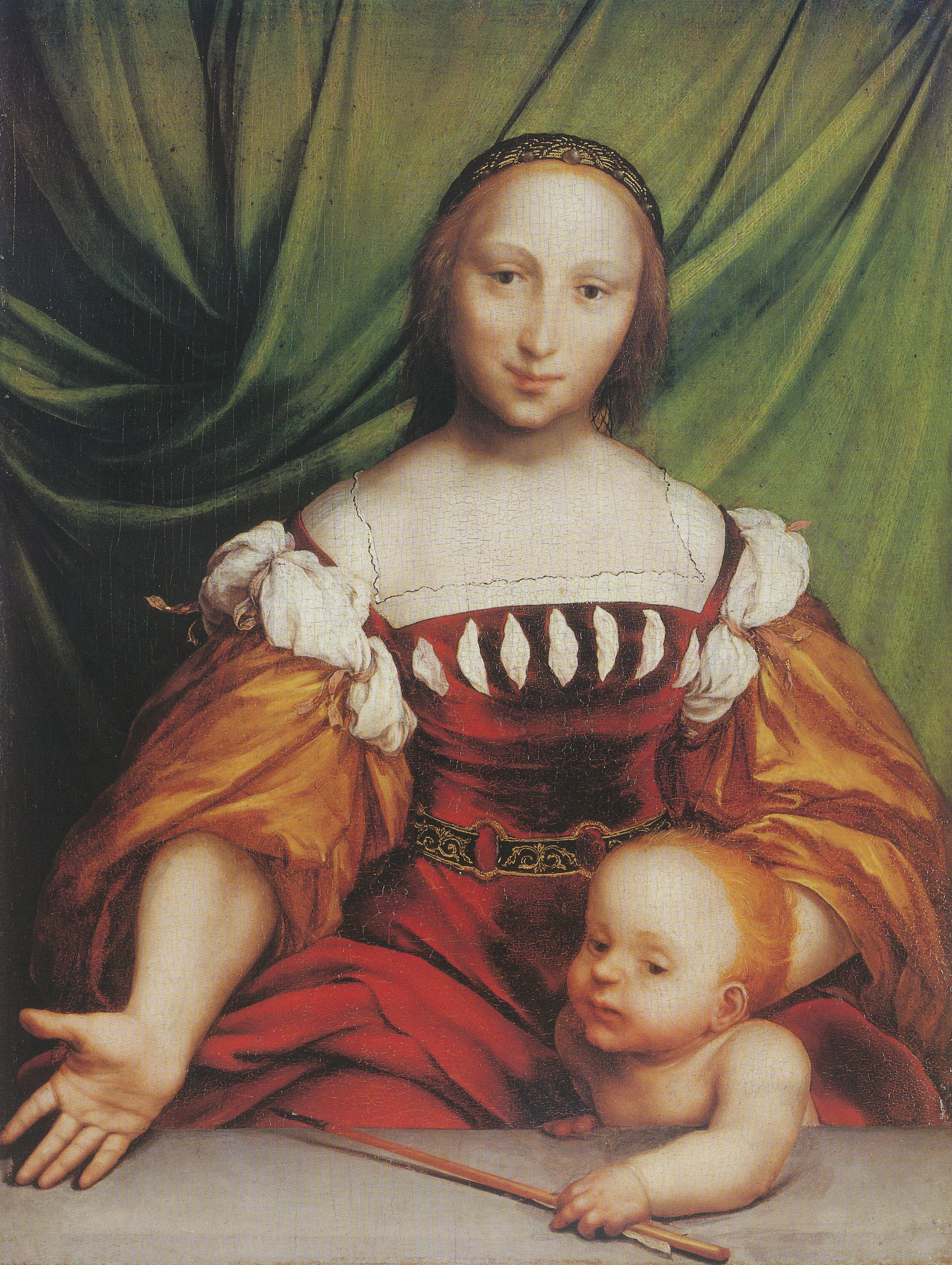
Hans Holbein il Giovane, Venere e Amore (1525); evidente è lo sfumato nei volti, di tipo leonardesco

Nella pittura del Quattrocento italiano prevale un uso netto della linea, soprattutto per il contorno delle figure, con ombre precise e colori smaltati. Si tratta della scuola del "primato del disegno", per citare la definizione di Giorgio Vasari, che contraddistingue il Rinascimento fiorentino e che crea figure a partire da valori grafici. 
Leonardo, pur essendo fiorentino per formazione e uno dei più grandi disegnatori di tutti i tempi, si staccò molto presto da questa tradizione. Predilesse toni smorzati, sottilissime gradazioni luminose e velature successive che davano ai dipinti un effetto particolarmente morbido e curato, in cui non era possibile scorgere traccia della pennellata. 
I primi esperimenti di sfumato avvennero proprio negli sfondi, dove l'atmosfera fatta di vapori, nuvole e umidità rende vaghi i contorni, come nell'Annunciazione degli Uffizi. Più avanti Leonardo arrivò ad applicare questi valori anche ai soggetti, non di rado arrivando a stendere i colori anche coi polpastrelli, per ottenere quella luminosità soffusa e quell'atmosfera avvolgente tipica di capolavori quali la Monna Lisa o il San Giovanni Battista. Vasari descrisse questo stile e «molto fumeggiante» e «terribilmente di scuro», cioè chiaroscurato con intensità.
Le indicazioni di Leonardo vengono raccolte dai leonardeschi in Lombardia, ma anche da altri pittori, quali Correggio e i veneti. Questi ultimi si appropriano del modo di fare i contorni sfumati e rendere la circolazione dell'aria atmosferica con effetti di amalgama che legano figure a paesaggio: ciò è evidente nelle opere dell'ultima fase di Giovanni Bellini, in Giorgione e nei suoi allievi, quali il giovane Tiziano, Lorenzo Lotto e Sebastiano del Piombo. Questa tecnica, unita alla vivacità della tavolozza dei veneziani, diede origine al tonalismo, un'altra delle correnti fondamentali della pittura del XVI secolo. 
La presenza di Albrecht Dürer a Venezia dà l'occasione per una riflessione anche in campo internazionale sulle novità del tonalismo.